# Catedral de Nuestra Señora de la Asunción (Acqui Terme)
La catedral de Nuestra Señora de la Asunción o simplemente Catedral de Acqui Terme (en italiano: Cattedrale di Nostra Signora Assunta) Es una catedral católica en la ciudad de Acqui Terme, en la provincia de Alessandria y la región de Piamonte, Italia. Dedicada a la Asunción de la Virgen María, es la sede del Obispo de Acqui.
Si bien el obispado se estableció desde al menos el siglo IV, el actual edificio de la catedral se inició bajo el obispo Primo (989-1018) y fue consagrado en 1067 por el obispo Guido, más tarde San Guido. La planta está en forma de cruz latina, y hay cinco naves (pero hasta el siglo XVIII, sólo eran tres), terminando en tres ábsides semicirculares. De la edificación románica todavía quedan visibles los ábsides, el crucero y la cripta, que subyace bajo el crucero y el coro. El resto ha sido objeto de nuevos trabajos en siglos posteriores.
El campanario de terracota fue terminado en 1479. La entrada principal en mármol, de Giovanni Antonio Pilacorte, data de 1481, y el rosetón sobre ella de alrededor de la misma fecha, mientras que el pórtico es del siglo XVII. El interior fue remodelado en estilo barroco, y fue decorado con frescos y obras de estuco de los siglos XVII a XIX.

## Véase también

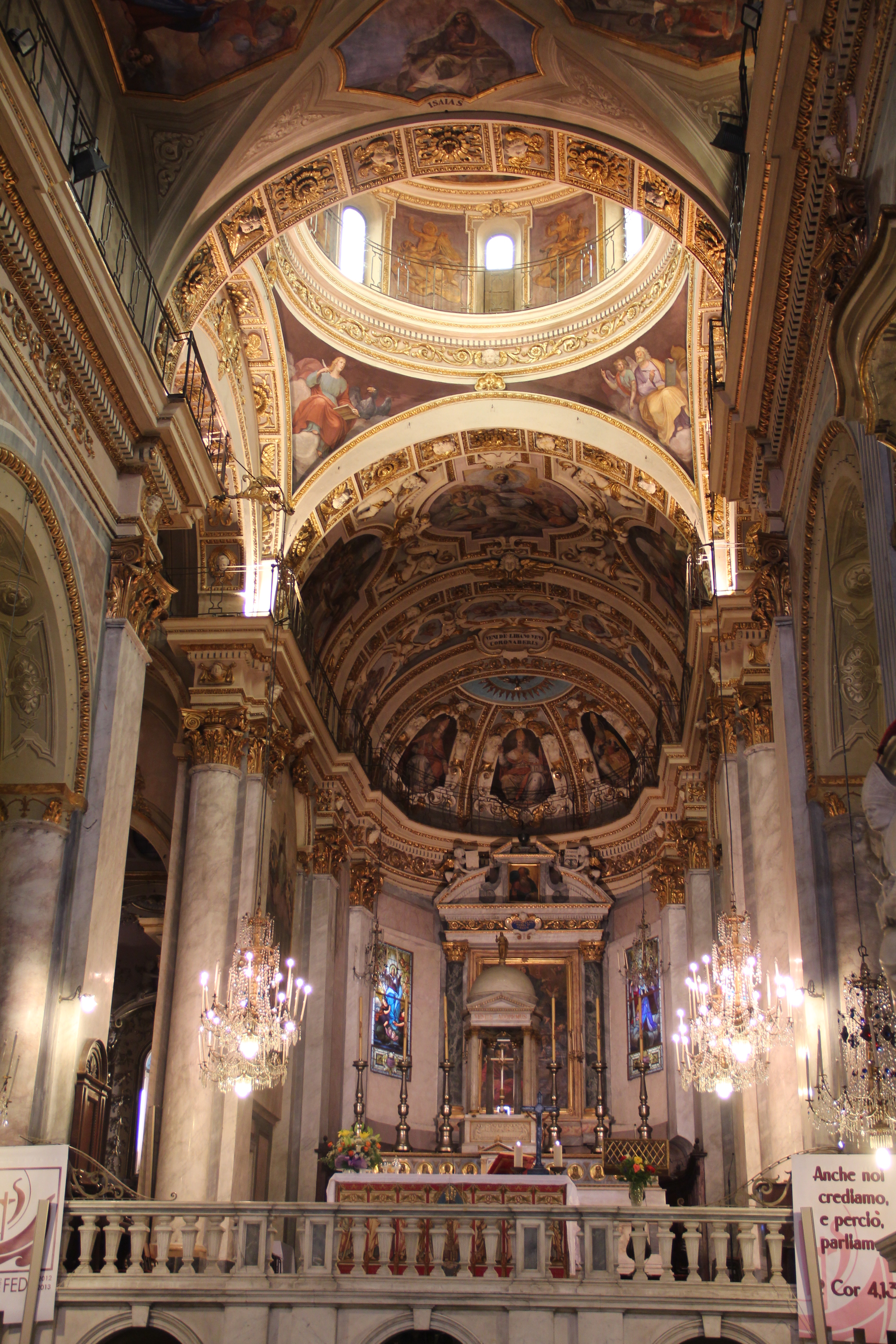
Vista interna